# Nowy Młyn (Opole)
Pour les articles homonymes, voir Nowy Młyn.
Nowy Młyn est une localité polonaise de la gmina de Strzeleczki, située dans le powiat de Krapkowice en voïvodie d'Opole.